# Géolocalisation GSM
 (octobre 2010).
Si vous disposez d'ouvrages ou d'articles de référence ou si vous connaissez des sites web de qualité traitant du thème abordé ici, merci de compléter l'article en donnant les références utiles à sa vérifiabilité et en les liant à la section « Notes et références ».
Le GPS n'est pas la seule manière de résoudre les problèmes de géolocalisation mobile ; il est aussi possible de faire de la Géolocalisation GSM qui utilise les antennes et les technologies des réseaux de téléphonie mobile, conçus pour la voix et le transfert de données, comme le GSM, l'UMTS ou le LTE.

## Cell-Id
Technologie la moins coûteuse car il n'y a pas de matériel spécifique à mettre en place, tant que le portable est dans une zone couverte par le réseau, il se connecte à une antenne relais GSM. C'est à partir de l'identification de cette antenne que l'on peut localiser le portable. Cette localisation est très rapide (moins de 5 secondes) mais peu précise car elle dépend du nombre d'antennes relais de l'opérateur considéré et de leur distance (plus l'antenne est isolée, plus sa zone de couverture est vaste et la localisation devient moins précise).
Cela signifie par exemple qu'à Asnières-sur-Seine, la précision est comprise entre 200 et 500 m, alors que dans les zones faiblement peuplée, la précision est comprise entre 5 et 20 km. car la densité d'antennes relais est beaucoup plus faible.

## TDOA
Avec la technique « time difference of arrival » (TDoA), le portable envoie un signal aux stations environnantes ; la plus proche lui renvoie le signal. C'est le temps écoulé entre l'émission et la réception du signal (le round-trip delay time) qui permet à un calculateur externe de déterminer la localisation du portable. 
Une autre technique nommée « uplink Time of Arrival » (ToA) utilise un principe proche.

## Triangulation
Pour améliorer la précision de la localisation, on peut faire un croisement des données obtenues à partir de trois antennes relais (qui doivent appartenir au même opérateur, sauf mutualisation), utilisées lorsque le portable se déplace. Cette technique nécessite l'installation préalable d'un programme sur la carte SIM du portable. La localisation s'effectue en environ cinq secondes et est plus précise que le Cell-ID : respectivement environ 100 m et quelques km en zones urbaine et rurale.